# No More Tears
| 전문가 평가          | 전문가 평가 |
| 평가 점수            | 평가 점수   |
| 출처                 | 점수        |
| -------------------- | ----------- |
| AllMusic             | [ 1 ]       |
| Entertainment Weekly | B+          |

《No More Tears》는 영국의 헤비 메탈 보컬리스트 오지 오스본의 여섯 번째 솔로 정규 음반이다. 1991년 9월 17일에 발매된 이 음반은 영국 음반 차트 17위, 미국 빌보드 200 차트 7위를 기록했다. 《No More Tears》는 미국 핫 메인스트림 록 트랙 차트 10위권 안에 든 4개의 싱글을 만들어 냈는데, 그 중에는 2위 〈Mama, I'm Coming Home〉과 그래미 어워드 수상곡 〈I Don't Want to Change the World〉가 포함되어 있다. 1980년 《Blizzard of Ozz》와 함께 북미에서 가장 많이 팔린 두 장의 솔로 음반 중 하나로 미국 음반 산업 협회로부터 쿼드러플 플래티넘, 뮤직 캐나다로부터 더블 플래티넘 인증을 받았다. 이 음반은 드러머 랜디 카스틸로와 오랜 베이시스트이자 작곡가 밥 데이즐리가 참여한 오스본의 마지막이었다.

## 배경
기타리스트 잭 와일드가 음반에 작곡을 한 반면, 모터헤드의 베이시스트이자 보컬인 레미 킬미스터는 6곡의 가사를 썼지만, 음반에는 4곡만 사용되었다. 비록 마이크 이네즈가 음반의 비디오와 홍보 투어에 참여했지만, 오랜 시간 오스본의 공동작업자인 밥 데이즐리는 음반 전체에서 베이스를 연주한다. 이네즈는 타이틀 곡에 작곡가로 인정받고 있다. 비록 실제 녹음에서는 연주하지 않지만, 인트로 베이스 리프는 그가 작곡했다.
2002년 발행된 《No More Tears》에는 〈Don't Blame Me〉와 〈Party with the Animals〉라는 두 곡이 더 수록되어 있다. 두 곡 모두 원래 1991년에 B-사이드로 발매되었다. 2002년 재발매된 Don't Blame Me 버전에는 원작과 다른 가사가 수록돼 있다. 오리지널 B-사이드 버전은 CD의 싱글 및 오리지널 일본판에서 찾을 수 있다.
프로레슬링 선수이자 포지의 리드 보컬리스트인 크리스 제리코는 〈A.V.H.〉라는 노래의 제목을 물었을 때 오스본은 "Aston Villa Highway"를 의미한다고 말했다. 오스본은 버밍엄에서 자라면서 자신과 그의 블랙 사바스 밴드 동료들이 따라온 축구팀에 대한 경의를 표했다.

## 곡 목록
모든 곡들은 특별한 언급이 없는 한 오지 오스본, 잭 와일드 그리고 랜디 카스틸로에 의해 작사/작곡하였다.
| #   | 제목                                 | 작사·작곡                                        | 재생 시간 |
| --- | ------------------------------------ | ------------------------------------------------ | --------- |
| 1.  | 〈Mr. Tinkertrain〉                  |                                                  | 5:57      |
| 2.  | 〈I Don't Want to Change the World〉 | 오스본, 와일드, 카스틸로, 레미 킬미스터          | 4:06      |
| 3.  | 〈Mama, I'm Coming Home〉            | 오스본, 와일드, 킬미스터                         | 4:11      |
| 4.  | 〈Desire〉                           | 오스본, 와일드, 카스틸로, 킬미스터               | 5:46      |
| 5.  | 〈No More Tears〉                    | 오스본, 와일드, 카스틸로, 마이크 이네즈, 존 퍼델 | 7:24      |
| 6.  | 〈S.I.N.〉                           |                                                  | 4:47      |
| 7.  | 〈Hellraiser〉                       | 오스본, 와일드, 킬미스터                         | 4:52      |
| 8.  | 〈Time After Time〉                  | 오스본, 와일드                                   | 4:20      |
| 9.  | 〈Zombie Stomp〉                     |                                                  | 6:14      |
| 10. | 〈A.V.H.〉                           |                                                  | 4:13      |
| 11. | 〈Road to Nowhere〉                  |                                                  | 5:11      |

| #   | 제목                       | 재생 시간 |
| --- | -------------------------- | --------- |
| 12. | 〈Don't Blame Me〉         | 5:06      |
| 13. | 〈Party with the Animals〉 | 4:17      |

## 인증
| 국가                                                            | 인증        | 판매량/출하량 |
| --------------------------------------------------------------- | ----------- | ------------- |
| 오스트레일리아 (ARIA)                                           | 골드        | 35,000        |
| 캐나다 (뮤직 캐나다)                                            | 2× 플래티넘 | 200,000^      |
| 일본 (RIAJ)                                                     | 골드        | 100,000^      |
| 미국 (RIAA)                                                     | 4× 플래티넘 | 4,000,000^    |
| ^출하량을 기반으로 한 인증 · 판매량+스트리밍을 기반으로 한 인증 |             |               |